# Dagmara Nocuń
Dagmara Nocuń (n. 2 ianuarie 1996, Kolno, Podlasia, Polonia) este o handbalistă din Polonia care evoluează pe postul de extremă stânga pentru clubul românesc CS Gloria 2018 Bistrița-Năsăud și echipa națională a Poloniei.
Alături de MKS Lublin, Nocuń a câștigat Cupa Challenge în 2018.

## Palmares
- Liga Campionilor:
  - Grupe: 2015, 2020
  - Calificări: 2017, 2019

- Cupa Cupelor:
  - Sfertfinalistă: 2015

- Liga Europeană:
  - Grupe: 2021
  - Turul 2: 2022

- Cupa EHF:
  - Grupe: 2020
  - Turul 3: 2017, 2019

- Cupa Challenge:
  -  Câștigătoare: 2018

- Campionatul Poloniei:
  -  Câștigătoare: 2015, 2018, 2019, 2020

- Cupa Poloniei:
  -  Câștigătoare: 2018
  -  Finalistă: 2021

- Campionatul Germaniei:
  -  Medalie de bronz: 2024

- Cupa Germaniei:
  -  Câștigătoare: 2024
  - Locul 4 (Turneul Final Four): 2023

## Galerie de imagini

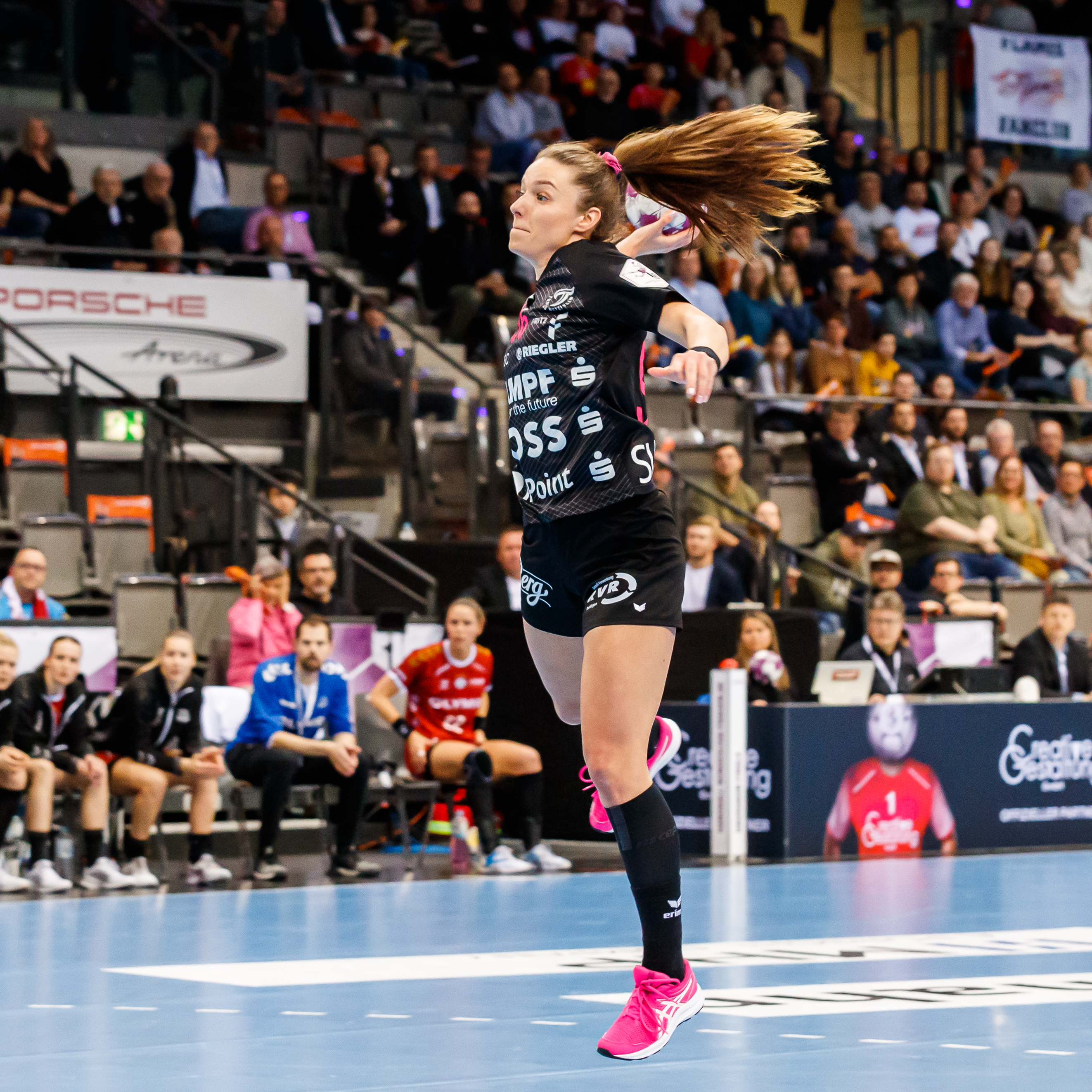
Dagmara Nocuń, 1 aprilie 2023. Nocuń (nr. 96, în negru) în timpul partidei dintre TuS Metzingen și SG BBM Bietigheim, prima semifinală a Turneului Final Four din cadrul Cupei Germaniei ediția 2022-2023, desfășurată în Porsche-Arena din Stuttgart.
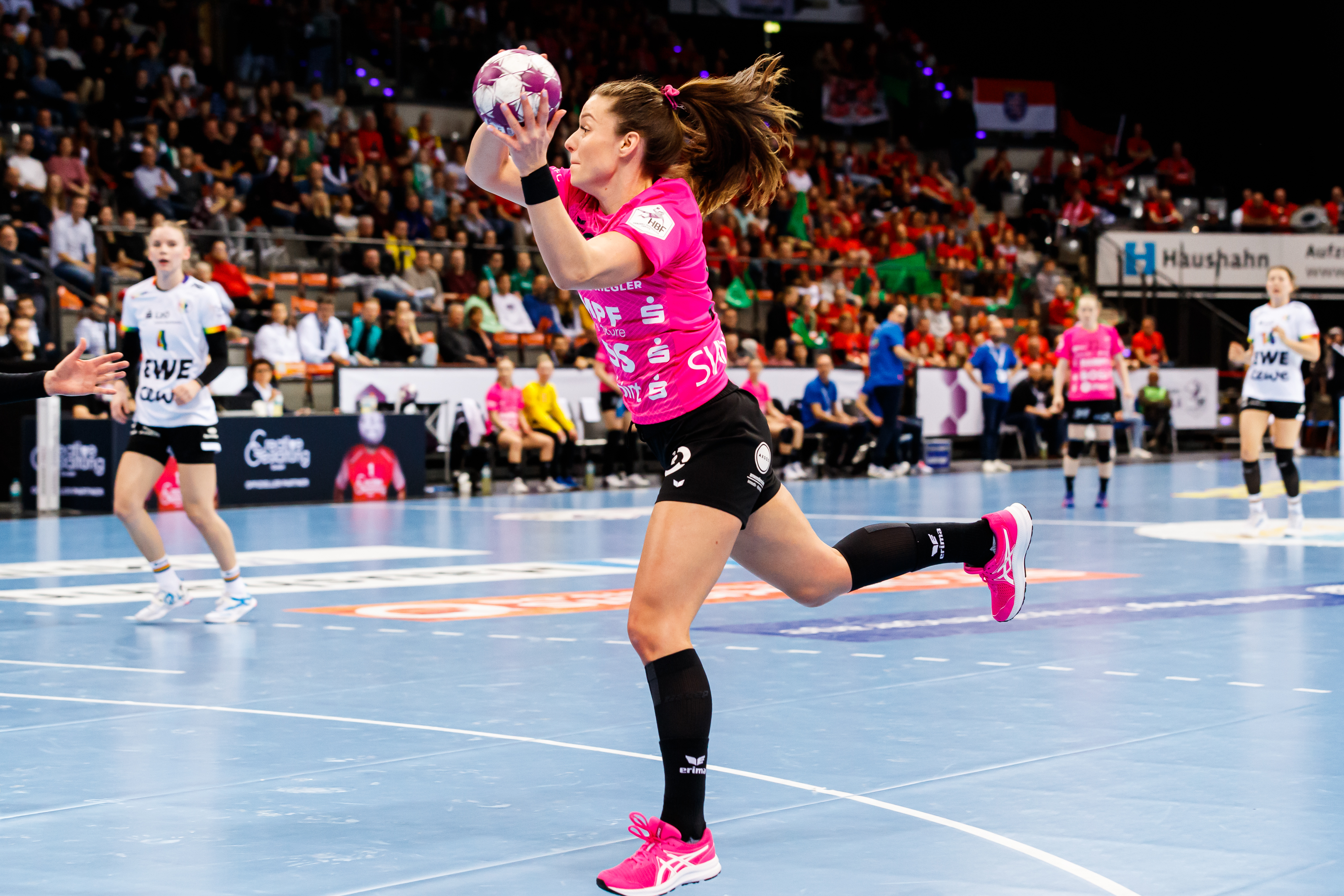
Dagmara Nocuń, 2 aprilie 2023. Nocuń (nr. 96, în roz și negru) în timpul partidei dintre TuS Metzingen și VfL Oldenburg, finala mică a Turneului Final Four din cadrul Cupei Germaniei ediția 2022-2023, desfășurată în Porsche-Arena din Stuttgart.
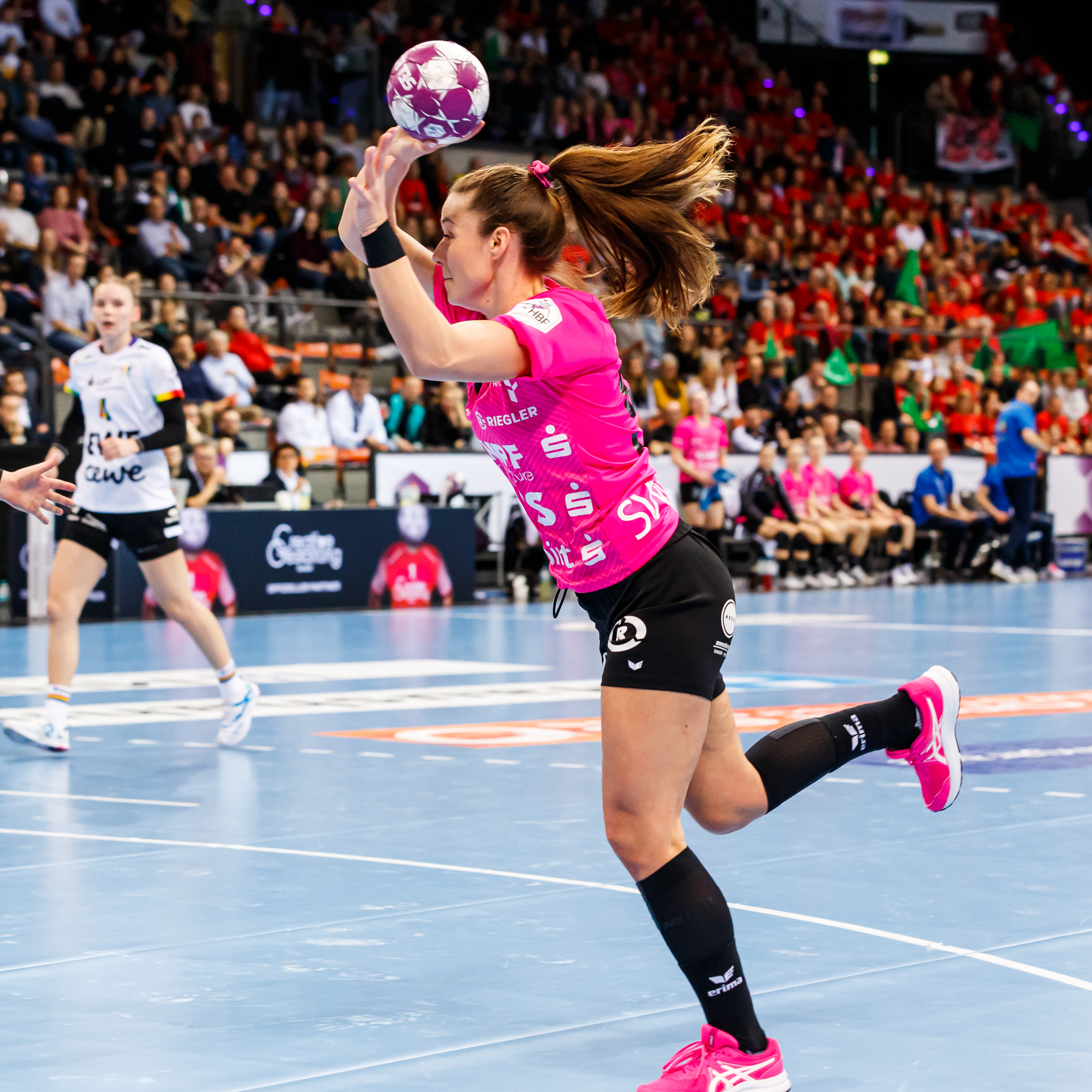
Dagmara Nocuń, 2 aprilie 2023. Nocuń (nr. 96, în roz și negru) în timpul partidei dintre TuS Metzingen și VfL Oldenburg, finala mică a Turneului Final Four din cadrul Cupei Germaniei ediția 2022-2023, desfășurată în Porsche-Arena din Stuttgart.